# Manuel Fumic
Manuel (Filip) Fumic (* 30. března 1982 v Kirchheim/Teck) je profesionální německý jezdec na horském kole v disciplíně cross-country (XCO). Bratr Lada Fumice (rovněž profesionální jezdec) dosáhl svých největších úspěchů v kategorii U23 (jezdci do 23 let). V roce 2004 se v této kategorii v disciplíně cross-country stal mistrem světa i mistrem Evropy. Spolu se svým bratrem tvořili dříve společný tým fumic.brothers.international. Poté Manuel závodil za T-Mobile a od roku 2010 jezdí v týmu Cannondale Factory Racing. Na své úspěchy z kategorie U23 mezi elitou dlouho nemohl navázat. Jeho výkony ho sice řadily mezi širší světovou špičku, ale nějaký vynikající výsledek na OH, MS či ve světovém poháru mu stále chyběl. Na začátku sezóny 2013 se Manuel Fumic zranil (před domovským závodem v Albstadtu) a musel několik měsíců vynechat. Závěr sezóny mu však vyšel. Na MS v Pietermaritzburgu vybojoval stříbrnou medaili (na prvního Nino Schurtera ztratil 7 sekund) a v posledním závodě světového poháru v norském Hafjellu skončil třetí. Ve světovém poháru XCO 2014 se umístil celkově čtvrtý, když zaznamenal jedno druhé a jedno třetí místo (a nejhůře dojel dvacátý) z celkem sedmi závodů.